# Metawithius keralensis
Espèce
Metawithius keralensis est une espèce de pseudoscorpions de la famille des Withiidae.

## Distribution
Cette espèce est endémique du Kerala en Inde.

## Étymologie
Son nom d'espèce, composé de keral[a] et du suffixe latin -ensis, « qui vit dans, qui habite », lui a été donné en référence au lieu de sa découverte, Kerala.

## Publication originale
- Johnson, Romero-Ortiz, Mathwe, Sebastian, Joseph & Harvey, 2019 : A review of the pseudoscorpion genus Metawithius (Pseudoscorpiones: Withiidae) from the Indian subcontinent. Journal of Arachnology, vol. 47, no 1, p. 84-94.